# 1975 a sportban
1975 főbb sporteseményei
1975-ben sem olimpiát, sem labdarúgó-világbajnokságot nem rendeztek, az év legjelentősebb sporteseményei közül így inkább csak olyanokat emelhetünk ki, melyek nem a világ közvéleményének egészét, csak egy részét tartották lázban. Magyarország számára talán a februári asztalitenisz-világbajnokság két aranyérme volt a legemlékezetesebb, hiszen férfi egyéniben két évtized után volt ismét magyar világbajnok Jónyer István személyében. A nemzetközi események közül a Bayern München BEK-győzelmét és Muhammad Ali visszatérését nevezhetjük a legjelentősebbeknek.

## Események
- 1974. december 22. – 1975. január 1. Tenisz Australian Open, Melbourne
- január 28. – február 2. Műkorcsolya-Európa-bajnokság, Koppenhága
- február 6–16. – Asztalitenisz-világbajnokság Kalkuttában. Magyarország két aranyérmet szerez: Jónyer István a férfi egyest, a Jónyer István–Gergely Gábor páros a férfi párost nyeri meg.
- február 8–9. Férfi gyorskorcsolya-világbajnokság, Oslo
- február 9–16. Biatlon-világbajnokság, Valle di Anterselva
- február 15–16. Sprint gyorskorcsolya-világbajnokság, Göteborg
- február 22–23. Női gyorskorcsolya-világbajnokság, Assen
- február 22–23. Légfegyveres-Európa-bajnokság, London
- március 1–10. Jégkorong-világbajnokság, C csoport, Szófia
- március 4–8. Colorado Springsben rendezik a műkorcsolya-világbajnokságot. A férfiaknál a szovjet Szergej Volkov, a nőknél a holland Dianne de Leeuw győz. A párost a szovjet Irina Rodnyina–Alekszandr Zajcev-kettős nyeri.
- március 8–9. VI. fedett pályás atlétikai Európa-bajnokság, Katowice
- március 14–15. Sírepülő-világbajnokság, Mitterndorf
- március 14–24. Jégkorong-világbajnokság, B csoport, Szapporo
- március 23. A skóciai Perth-ben rendezett curling-világbajnokságon először nyer Svájc csapata.
- április 3. A FIDE Anatolij Karpovot nyilvánítja sakkvilágbajnokká, miután a címvédő Bobby Fischer nem áll ki ellene a döntőre.
- április 27. – május 3. Birkózó-Európa-bajnokság, Ludwigshafen
- április 4–19. Düsseldorfban és Münchenben rendezték az A csoportos jégkorong-világbajnokságot. Az aranyérmet a Szovjetunió csapata nyerte. Ezüstérmes Csehszlovákia, bronzérmes Svédország csapata.
- május 3–4. X. női tornász-Európa-bajnokság, Skien
- május 8–11. Cselgáncs-Európa-bajnokság, Lyon
- május 19–23. Vitorlázó-Európa-bajnokság, Soling hajóosztály, Alassio
- május 31. – június 1. XI. férfi tornász-Európa-bajnokság, Bern
- június 1–7. Vitorlázó-Európa-bajnokság, Finn dingi hajóosztály
- június 1–8. XXI. ökölvívó-Európa-bajnokság, Katowice
- június 2–15. Tenisz Roland Garros, Párizs
- június 7–15. XIX. férfi kosárlabda-Európa-bajnokság, Belgrád, Split, Károlyváros, Fiume
- június 15–22. Vitorlázó-világbajnokság, finn dingi hajóosztály, Malmö
- június 19–22. Sportpuska-Európa-bajnokság, Bukarest
- június 23. – július 5. Tenisz Wimbledon, Wimbledon
- június 25–28. Íjász-világbajnokság, Interlaken
- július 2–5. Vitorlázó-Európa-bajnokság, repülő hollandi hajóosztály, Travemünde
- július 11–20. XXXII. vívó-világbajnokság, Budapest
- július 12–17. Vitorlázó-világbajnokság, 470-es és Tempest hajóosztály, Ontario-tó
- július 19–29. II. úszó-, műugró-, műúszó- és vízilabda-világbajnokság, Cali
- július 23. – augusztus 1. Koronglövő-Európa-bajnokság, Haringsee
- július 29. – augusztus 3. Vitorlázó-Európa-bajnokság, csillaghajó hajóosztály, Travemünde
- július 31. – augusztus 3. kajak-kenu világbajnokság, Belgrád
- augusztus 5–10. Vitorlázó-világbajnokság, Soling és repülő hollandi hajóosztály, Michigan-tó és Erie-tó
- augusztus 6–10. Díjlovagló-Európa-bajnokság, Kijev
- augusztus 15–17. Férfi díjugrató-Európa-bajnokság, München
- augusztus 18–24. Vitorlázó-Európa-bajnokság, 470-es hajóosztály,
- augusztus 20–25. Pályakerékpáros-világbajnokság, Liège
- augusztus 20–30. Evezős-világbajnokság, Nottingham
- augusztus 25–31. Vitorlázó-világbajnokság, csillaghajó hajóosztály, Chicago
- augusztus 25–31. Uszonyos- és búvárúszó-Európa-bajnokság, Vittel
- augusztus 27–30. Országúti kerékpáros-világbajnokság, Mettet, Yvoir
- augusztus 27. – szeptember 7. Tenisz US Open, New York
- augusztus 28–31. Fogathajtó-Európa-bajnokság, Sopot
- augusztus 31. – szeptember 7. Vitorlázó-Európa-bajnokság, Tempest hajóosztály, Brunnen
- szeptember 3–7. Military-Európa-bajnokság, Luhmühlen
- szeptember 10–19. Korong- és futóvadlövő-világbajnokság, München
- szeptember 11–18. Birkózó-világbajnokság, Minszk
- szeptember 15–23. XXIX. súlyemelő-világbajnokság és XXXIV. -Európa-bajnokság, Moszkva
- szeptember 18. – október 6. Ejtőernyős-Európa-bajnokság, Portorož
- szeptember 23. – október 4. VII. női kosárlabda-világbajnokság, Cali, Bogotá, Bucaramanga
- szeptember 24–30. Pisztolylövő-Európa-bajnokság, Madrid
- október 18–26. Férfi és női röplabda-Európa-bajnokság, Belgrád, Szkopje, Fiume, Szabadka, Krajlevo, Banja Luka, Negotin
- október 23–25. Cselgáncs-világbajnokság, Bécs
- november 15–19. XXI. öttusa-világbajnokság, Mexikóváros
- december 2–13. Női kézilabda-világbajnokság, Szovjetunió
- Niki Lauda megszerzi pályafutása első Formula–1-es világbajnoki címét a Ferrari színeiben.
- A World Series amerikai baseball-bajnokságot a Cincinnati Reds csapata nyeri meg.

## Születések
- január 5. – Trond Andersen, norvég válogatott labdarúgó
- január 2. – Rick Mrozik, kanadai jégkorongozó
- január 15. – Mary Pierce, kanadai születésű francia teniszező
- január 19. – Natalie Harvey, ausztrál atléta, hosszútávfutó
- január 21. – Willem Korsten, holland labdarúgó
- január 30.
  - Magnus Backstedt, svéd kerékpáros
  - Storcz Botond, olimpiai bajnok magyar kajakozó, edző
- február 1.
  - Kavaharazuka Takesi, japán labdarúgó
  - Ekaterini Thanou, görög atléta
- február 2. – Szergej Filimonov, kazah súlyemelő
- február 4. – Gyenyisz Szergejevics Pimankov, világ- és Európa-bajnok, olimpiai ezüstérmes orosz úszó
- február 5. – Giovanni van Bronckhorst, világbajnoki ezüstérmes és Európa-bajnoki bronzérmes holland válogatott labdarúgó
- február 6. – Alekszandr Ivanovics Maletyin, világ- és Európa-bajnok, olimpiai bronzérmes orosz ökölvívó
- február 9. – Kurt-Asle Arvesen, norvég kerékpáros
- február 11.
  - Chad Lang, kanadai jégkorongozó
  - Marek Špilár, szlovák válogatott labdarúgó († 2013)
- február 18.
  - Gary Neville, Európa-bajnoki ezüstérmes angol válogatott labdarúgó, edző
  - Caleb Porter, amerikai labdarúgó, edző
- február 19. – Mirela Pașca, olimpiai ezüst, világbajnoki bronzérmes, Európa-bajnok román tornász, edző, fitneszedző
- február 20. – Liván Hernández, World Series bajnok kubai bseballjátékos
- február 28. – Jordan Willis, kanadai jégkorongozó
- március 5. – Luciano Burti, brazil autóversenyző
- március 9. – Roy Makaay, Európa-bajnoki bronzérmes holland válogatott labdarúgó, olimpikon
- március 15. – Veszelin Topalov, bolgár sakknagymester, sakkvilágbajnok
- március 21. – Mark Williams, angol snooker-játékos
- március 23. – Rita Grande, olasz teniszező
- március 24. – Thomas Johansson, svéd teniszező
- március 29. – Jan Bos, holland gyorskorcsolyázó és kerékpáros
- április 6. – Galin Ivanov, bolgár válogatott labdarúgó, edző
- április 14. – Frank Banham, kanadai-magyar válogatott jégkorongozó
- április 18. – Frédéric Née, konföderációs kupa győztes francia válogatott labdarúgó
- április 21. – Danyon Loader, olimpiai bajnok új-zélandi úszó
- április 22. – Carlos Sastre, spanyol kerékpáros
- április 24. – Dejan Savić, világ- és Európa-bajnok szerb vízilabdázó
- május 1.
  - Alekszej Gennagyjevics Szmertyin, orosz válogatott labdarúgó
  - Marc-Vivien Foé, kameruni labdarúgó († 2003)
- május 2. – David Beckham, angol labdarúgó
- május 6. – John Moses, libériai válogatott labdarúgó, edző
- május 8. – Dion Russell, ausztrál atléta
- május 9. – Marieke Wijsman, holland gyorskorcsolyázó
- május 10. – Hélio Castroneves, brazil Indy Car-versenyző
- május 14.
  - Nicki Sørensen, dán kerékpáros
  - Christopher Wreh, libériai labdarúgó
- május 16.
  - Simon Whitfield, olimpiai bajnok kanadai triatlonos
  - Milan Fukal, cseh válogatott labdarúgó
- május 20. – Ralph Firman, ír autóversenyző
- május 24. – Asa Olsson, svéd nemzetközi labdarúgó-partbíró, asszisztens
- május 25. – Mike Legg, kanadai jégkorongozó
- május 26. – Carl Verheijen, holland gyorskorcsolyázó
- június 3. – Michael Boris, német labdarúgó kapus, edző
- június 10. – Cory Peterson, amerikai jégkorongozó
- június 19. – Pedro Munitis, spanyol válogatott labdarúgó, edző
- június 15. – Risto Jussilainen, finn síugró
- június 22. – Andreas Klöden, német kerékpáros
- június 25.
  - Vlagyimir Boriszovics Kramnyik, orosz sakknagymester, sakkvilágbajnok
  - Albert Costa, spanyol teniszező
  - Mohammed Camara, guineai labdarúgó
- június 27.
  - Dennis van der Geest, holland cselgáncsozó
  - Tölgyesi Krisztián, magyar cselgáncsozó
- június 30. – Ralf Schumacher, német Formula–1-es pilóta
- július 5.
  - Hernán Crespo, argentin labdarúgó
  - Szugijama Ai, japán teniszező
- július 11. – Ruben Baraja, spanyol labdarúgó
- július 13. – Vegard Heggem, norvég válogatott labdarúgó
- július 19. – John Herdman, angol labdarúgó, edző
- július 26. – Karl Oskar Fjørtoft, norvég labdarúgó
- július 31. – Szergej Vlagyimirovics Guszev, világbajnoki ezüstérmes orosz jégkorongozó
- augusztus 6. – Víctor Zambrano, venezuelai baseballjátékos
- augusztus 13. – Marty Turco, kanadai jégkorongozó kapus, olimpikon
- augusztus 20. – Beatrice Caslaru, román úszó
- augusztus 25. – Petria Thomas, ausztrál úszó
- augusztus 28. – Nancy Morin, paralimpiai és világbajnok kanadai csörgőlabda játékos († 2020)
- szeptember 9. – Andrej Szolomatyin, orosz válogatott labdarúgó
- szeptember 11. – Ocskay Gábor, magyar válogatott jégkorongozó († 2009)
- szeptember 15. – Tom Dolan, olimpiai és világbajnok amerikai úszó
- szeptember 17. – Jimmie Johnson, Cup Series bajnok NASCAR-pilóta
- szeptember 18. – Jorge Gutiérrez, olimpiai bajnok kubai ökölvívó
- szeptember 20. – Juan Pablo Montoya kolumbiai Formula–1 versenyző
- szeptember 22. – Jimmy Roy, kanadai jégkorongzó
- szeptember 23. – Frank Ostholt, német, lovas versenyző
- szeptember 29.
  - Albert Celades, spanyol válogatott labdarúgó, edző
  - Casey Stengel, World Series bajnok amerikai baseballjátékos, National Baseball Hall of Fame and Museum tag|| 1890
- szeptember 30. – Dennis Gentenaar, holland labdarúgó
- október 1. Zoltán Sebescen, magyar származású német válogatott labdarúgó, edző
- október 12. – Marion Jones, amerikai atléta
- október 13. – Akiba Tadahiro, japán válogatott labdarúgó, olimpikon
- október 20. – Emilia Parviainen, finn női nemzetközi labdarúgó-partbíró, asszisztens
- október 22. – Míchel Salgado, spanyol labdarúgó
- október 28. – Zahorecz Krisztián, magyar labdarúgó († 2019)
- október 30. – Dimitar Ivankov, bolgár válogatott labdarúgó
- november 1. – Erben Wennemars, holland gyorskorcsolyázó
- november 12.
  - Jason Lezak, amerikai úszó
  - Dmitrij Andrejevics Vaszilenko, olimpiai bajnok orosz tornász († 2019)
- november 14. – Gerritjan Eggenkamp, holland evezős
- november 21. – Dario Šimić, horvát válogatott labdarúgó
- november 26. – Vlagyiszlav Nyikolajevics Ragyimov, orosz válogatott labdarúgó
- december 4. – Igor Hinić, olimpiai-, világ- és Európa-bajnok vízilabdázó
- december 5. – Ronnie O’Sullivan, világbajnok angol snookerjátékos
- december 11. – Daouda Karaboué, elefántcsontparti születésű francia olimpiai, világ- és Európa-bajnok kézilabdakapus
- december 15. – Bárányos Zsolt, magyar labdarúgó
- december 18. – Vincent van der Voort, holland dartsjátékos
- december 23. – Robert Bartko, német pályakerékpáros
- december 26.
  - Marcelo Ríos, chílei teniszező
  - Czebe Attila, sakkozó, nemzetközi nagymester
- december 30. – Tiger Woods, amerikai golfozó

## Halálozások
- január 2. – Carl Silfverstrand, olimpiai bajnok svéd tornász, atléta (* 1885)
- január 5. Viktor Ivanovics Anyicskin, szovjet színekben Európa-bajnoki ezüstérmes orosz labdarúgó (* 1941)
- január 17.
  - Curt Hartzell, olimpiai bajnok svéd tornász (* 1891)
  - Marius Skram-Jensen, olimpiai ezüstérmes dán tornász (* 1881)
- január 22. – Danÿ Margit, vívó (* 1906)
- február 5. – Kristian Fjerdingen, olimpiai bajnok norvég tornász (* 1884)
- március 21. – William Cockburn, olimpiai bajnok kanadai jégkorongozó kapus (* 1902)
- április 13. – Emil Bergman, olimpiai és világbajnoki ezüstérmes, Európa-bajnok svéd jégkorongozó (* 1908)
- április 22. – Steiner Lajos, magyar-ausztrál sakkmester, sakkolimpiai bajnok, kétszeres magyar és négyszeres ausztrál bajnok (* 1903)
- május 22. – Ledty Grove, World Series bajnok amerikai baseballjátékos, National Baseball Hall of Fame and Museum tag (* 1900)
- június 24. – Lou Hudson, olimpiai bajnok kanadai jégkorongozó (* 1898)
- július 31. – Max Flack, amerikai baseballjátékos (* 1890)
- augusztus 7. – Matura Mihály, Európa-bajnoki bronzérmes magyar birkózó, edző, sportvezető, olimpikon (* 1900)
- augusztus 16. – Vlagyimir Petrovics Kuc, olimpiai és Európa-bajnok szovjet hosszútávfutó atléta (* 1927)
- augusztus 26. – Ferdinand Minnaert, olimpiai ezüstérmes belga tornász (* 1887)
- augusztus 31. – Robert Johnsen, olimpiai bajnok dán tornász (* 1896)
- szeptember ? – Rudi Ball, Európa-bajnok, világbajnoki ezüstérmes, olimpiai bronzérmes német jégkorongozó (* 1911)
- szeptember 17. – Włodzimierz Krygier, Európa-bajnoki ezüstérmes ukrán születésű lengyel jégkorongozó, olimpikon (* 1900)
- szeptember 23. – René Thomas, francia autóversenyző (* 1886)
- október 9. – Frithjof Sælen, olimpiai bajnok és olimpiai ezüstérmes norvég tornász (* 1892)
- október 13. – Swede Risberg, World Series bajnok amerikai baseballjátékos (* 1894)
- október 23. – Joseph De Craecker, olimpiai ezüstérmes belga párbajtőrvívó (* 1891)
- október 31. – Alfred Heinrich, Európa-bajnok, világbajnoki ezüstérmes, olimpiai bronzérmes német jégkorongozó (* 1906)
- november 4. – Kanizsa Tivadar, olimpiai és Európa-bajnok magyar válogatott vízilabdázó, edző (* 1933)
- november 23. – Leslie Boardman, olimpiai bajnok ausztrál úszó (* 1889)+